# Phố Nguyễn Biểu, Hà Nội

Nguyễn Biểu là phố trực thuộc quận Ba Đình,Hà Nội.

## Đặc điểm-Vị trí
Phố Nguyễn Biểu dài 260m, đi từ phố Trấn Vũ tới phố Phan Đình Phùng, nối đường Hoàng Diệu. Đây là một phố giao thông quan trọng, lưu lượng phương tiện lưu thông rất lớn. Đầu phố là cổng sau của Nhà thờ Cửa Bắc. Phố thuộc địa bàn phường Quán Thánh, quận Ba Đình.

## Lịch sử
Thời Pháp thuộc, đây là phố Anh em Xnayde. Sau năm 1945 đổi là phố Nguyễn Biểu. Phố này được xây dựng trên nền đất của thôn Tân Yên, tổng Yên Thành, huyện Vĩnh Thuận. Sau đó thôn Châu Long hợp với thôn Tân Yên thành thôn Châu Yên hồi giữa thế kỉ XIX.

## Các tuyến xe buýt chạy qua
- Tuyến 22: từ Quán Thánh tới Hoàng Diệu
- Tuyến 45, 50: từ Hoàng Diệu tới Quán Thánh